# アサインメント (映画)
『アサインメント』（The Assignment）は、1997年のカナダ・アメリカ合衆国のスパイ映画。
監督はクリスチャン・デュゲイ、出演はエイダン・クイン、ドナルド・サザーランド、ベン・キングスレーなど。
国際的テロリストに瓜二つな顔を持つ男が危険な替え玉作戦に挑む姿を描いている。

## ストーリー
1986年。CIAとモサッドは、国際的テロリスト“ジャッカル”ことカルロス・サンチェスの逮捕を画策していたが、一向に成果を挙げることができなかった。そんなある日、カルロスに瓜二つの海軍少佐アニバル・ラミレスが誤認逮捕される。これに目を付けたCIAとモサッドは、彼をカルロスの替え玉として作戦に参加させることを思いつく。こうしてアニバルは、CIAのジャックとモサッドのアモスから、カルロスになりきるための厳しい訓練を受けることになる。さらに、かつてカルロスに殺されかけ、今はCIAに協力している元情婦カーラからはカルロスの女の扱い方を学ぶ。心身ともに極限まで追い詰められる訓練にアニバルは徐々にカルロスの狂気を身につけていく。
ジャックとアモスの計画は、カルロスになりすましたアニバルがCIAに接近して、あたかもカルロスがKGBを裏切ったように見せることでKGBにカルロスを殺させるというものである。カルロスの元情婦アニエスカに近づいたアニバルは、アニエスカを囮に使っていたフランスDSTと銃撃戦を繰り広げたことで、KGBにカルロスと思い込ませることに成功する。心身ともに疲れ切ったアニバルは家に帰ると訴える。しかし、そこでカルロスの部下と偶然に出くわして偽者であることが知られてしまう。アニバルは間一髪のところでアモスに助けられるが、代わりにアモスが敵と相討ちになって死ぬ。こうして作戦は未完遂のまま中止される。
元の生活に戻ったアニバルだったが、すっかり別人のようになってしまったことで日常生活にも支障を来たし、妻マウラとの関係も険悪なものとなる。そんな中でジャックから作戦の再開を告げられたアニバルは誘いを拒否するが、ジャックからアニバルがカルロスになりすましていたことを明らかにすると脅されたため、妻子を守るために再び作戦に加わることにする。
カルロスが潜伏している東ベルリンでカルロスになりすましたアニバルは、ジャックと密談している様子をKGBに見せることで、KGBはカルロスの暗殺を決める。しかし、KGBはカルロスの潜伏先に潜入してカルロスを連行しようとして失敗、その場から逃亡したカルロスをアニバルが追い、2人は激しく闘う。そこにジャックが現れてカルロスを撃つが、それはカルロスではなく、アニバルだった。カルロスは逃げ、アニバルは重傷を負うことになったが、これによってKGBにとってカルロスが裏切り者であることが確定したため、カルロスが追い詰められるのは時間の問題となる。
3ヶ月後、元の生活に戻ったアニバルだったが、車で外出しようとしたところで車が爆発、家族全員が死亡する。その葬儀にはジャックが参列していた。一方、カリブ海のフランス領サン・マルタン島のある屋敷にアニバルが家族とともに亡くなったとの新聞記事の切り抜きがジャックから届けられる。それを受け取ったのはアニバル本人だった。そして彼のそばには妻子がいる。
最後に、追い詰められたカルロスが1994年に逮捕されて裁判が継続中であること、そして彼の逮捕に引退したCIA諜報員と元海軍将校が関与していたとの噂があることが示される。

## キャスト
| 役名                                     | 俳優                   | 日本語吹替                                                                                           | 日本語吹替 |
| 役名                                     | 俳優                   | ソフト版                                                                                             | テレビ朝日版 |
| ---------------------------------------- | ---------------------- | --- | --- |
| アニバル・ラミレス／カルロス             | エイダン・クイン       | 山路和弘                                                                                             | 山路和弘 |
| ジャック・ショー（ヘンリー・フィールズ） | ドナルド・サザーランド | 壤晴彦                                                                                               | 家弓家正 |
| アモス                                   | ベン・キングスレー     | 佐々木梅治                                                                                           | 宝亀克寿 |
| マウラ・ラミレス                         | クローディア・フェリー | 沢海陽子                                                                                             | 山像かおり |
| カーラ                                   | セリーヌ・ボニエ       | 野沢由香里                                                                                           | |
| アニエスカ                               | リリアナ・コモロウスカ | 日野由利加                                                                                           | |
| その他                                   | N/A                    | 古澤徹 堀部隆一 津村まこと 田原アルノ 石波義人 星野充昭 岡本章子 鳥畑洋人 高瀬右光 小野美幸 樫井笙人 | 中村謙吾 坪井木の実 咲野俊介 平野稔 山口嘉三 大川透 金子由之 藤本譲 北斗誓一 天田益男 荒井静香 清水敏孝 小林沙苗 |
|                                          |                        | | |
| 演出                                     |                        | 蕨南勝之                                                                                             | 壺井正 |
| 翻訳                                     |                        | 栗原とみ子                                                                                           | 平田勝茂 |
| 調整                                     |                        | 高橋慶美                                                                                             | 飯塚秀保 |
| プロデュース                             |                        | 吉岡美惠子                                                                                           | |
| 効果                                     |                        | | リレーション |
| 制作                                     |                        | ACクリエイト                                                                                         | グロービジョン                                                                                                   |

- ソフト版：VHS・DVD収録
- テレビ朝日版：初回放送2001年6月17日『日曜洋画劇場』

## 作品の評価
Rotten Tomatoesによれば、20件の評論のうち高評価は60%にあたる12件で、平均点は10点満点中5.8点となっている。